# 井上正順
井上 正順（いのうえ まさより）は、下総国高岡藩の最後（11代）の藩主。子爵。
嘉永7年（1854年）7月28日、10代藩主・井上正和の長男として生まれる。慶応3年（1867年）3月28日、父の隠居により家督を継いだ。
慶応4年（1868年）の戊辰戦争では新政府に従う。同年5月8日、従五位下、宮内少輔に叙位・任官する。版籍奉還により高岡藩知事に任命され、廃藩置県で免職となった。
明治8年（1875年）、警視庁15等を拝命し、翌9年（1876年）には警部補に昇進した。明治17年（1884年）の華族令で、同年7月8日、子爵に叙された。
明治37年（1904年）1月6日、死去。享年51。

## 家族
父母
- 井上正和（父）

妻
- 徳川愛子 ー 徳川斉昭の十二女

子女
- 井上正言（長男）